# Швидкоплинності
Швидкоплинності (рос. Мимолётности, фр. Visions fugitives) — цикл коротких фортепіанних п'єс, написаних Сергієм Прокоф'євим між 1915 і 1917 роками. Прем'єра відбулася 15 квітня 1918 року в Петрограді. П'єси були написані під враженням від віршів Костянтина Бальмонта. Як епіграф автор вибрав два рядки з вірша Бальмонта: «В каждой мимолетности вижу я миры, полные изменчивой радужной игры».

## Список п'єс
1. Lentamente
2. Andante
3. Allegretto
4. Animato
5. Molto giocoso
6. Con eleganza
7. Pittoresco (Arpa)
8. Commodo
9. Allegro tranquillo
10. Ridicolosamente
11. Con vivacità
12. Assai moderato
13. Allegretto
14. Feroce
15. Inquieto
16. Dolente
17. Poetico
18. Con una dolce lentezza
19. Presto agitatissimo e molto accentuato
20. Lento irrealmente